# 歌賦山道
歌賦山道（英語：Gough Hill Road）是香港香港島中西區歌賦山的一條街道，連接種植道、山頂道、忌利文道及百祿徑。歌賦山道是以英國統帥歌賦（Field Marshal Sir Hugh Gough, 1st Viscount Gough）的名字來命名。
歌賦山道為香港島山頂著名的住宅區，附近豪宅林立。部分香港名人包括羅建生、馬道立、李澤楷、Catherine Yung、何超瓊、陳凱韻等均聚居於或持有歌賦山道物業。在2016年，歌賦山道15號以成交價達約21億元出售，成為該年全球最貴的豪宅。

## 鄰近建築
- 歌賦山道28號
- Sherwood's Bluff Block
- Galesend
- 歌賦山道18號為回歸前首席大法官／回歸後終審法院首席法官官邸
- 山頂道84號